# Oedignatha proboscidea
Espèce
Synonymes
- Corinna proboscidea Strand, 1913

Oedignatha proboscidea est une espèce d'araignées aranéomorphes de la famille des Liocranidae.

## Distribution
Cette espèce est endémique du Sri Lanka .

## Description
La femelle holotype mesure 8 mm.

## Publication originale
- Strand, 1913 : Neue indoaustralische und polynesische Spinnen des Senckenbergischen Museums. Archiv für Naturgeschichte, sér. A, vol. 79, no 6, p. 113-123 (texte intégral).